# ميغيل أمارال
ميغيل أمارال (بالبرتغالية: Miguel Pais do Amaral‏) هو سائق سيارة سباق برتغالي، ولد في 31 يوليو 1954 في لشبونة في البرتغال.

## روابط خارجية
- ميغيل أمارال على موقع DriverDB.com (الإنجليزية)